# Minionki

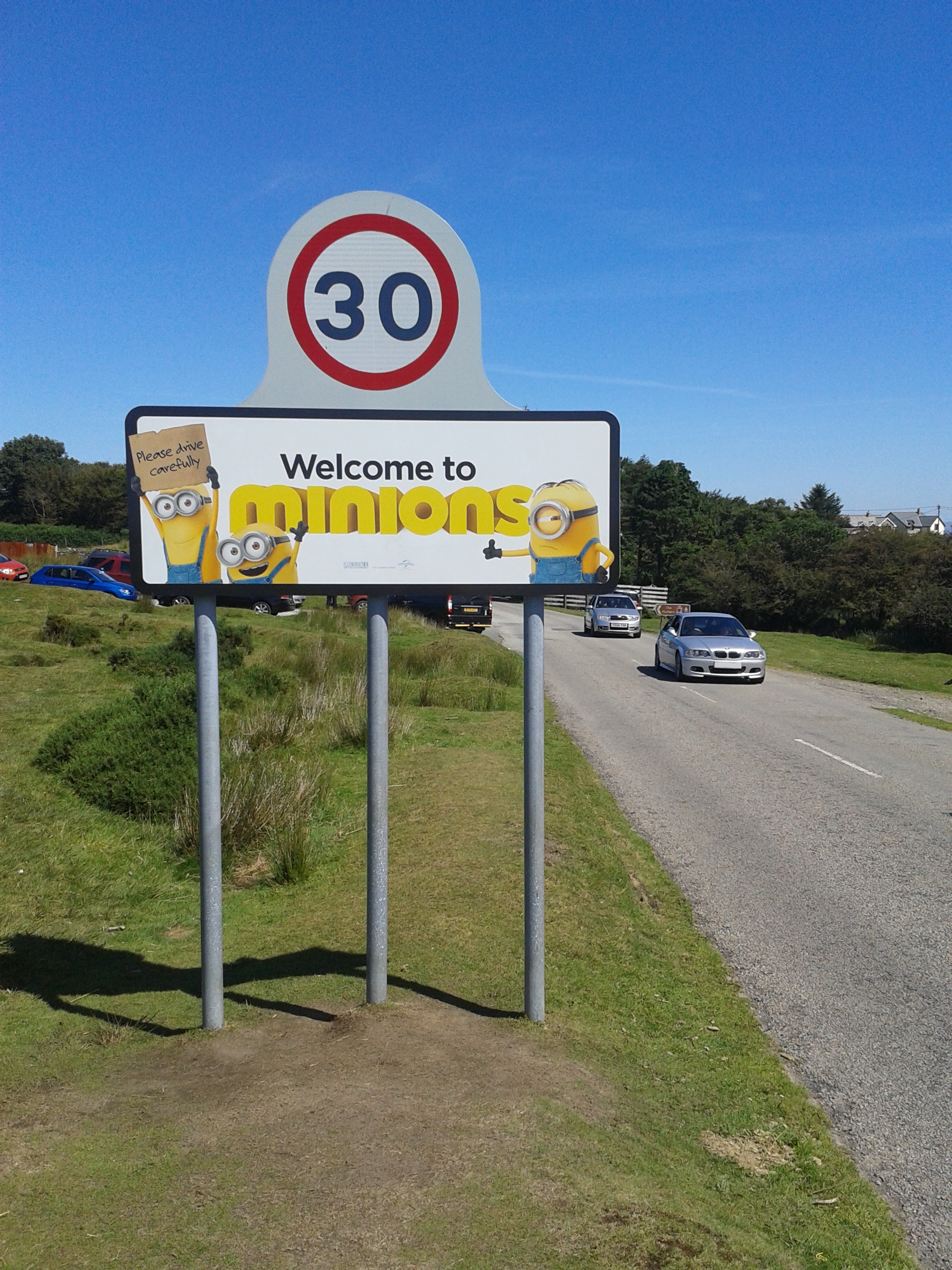
Miasto Minionków

Minionki (ang. Minions) – amerykański film animowany z 2015 roku.
Spin-off / prequel głównej serii Jak ukraść księżyc. Jego sequel, Minionki: Wejście Gru miał premierę w 2022 roku.

## Fabuła
Akcja filmu rozgrywa się w 1968 roku. W ramach poszukiwań swojego przywódcy, minionki: Stuart, Kevin i Bob wyruszają w podróż, która doprowadzi ich do superzłoczyńcy Scarlett O’Haracz. Wraz ze swoim mężem, wynalazcą Herbem, wymyśla ona plan przejęcia władzy nad światem. Minionki wierzą, że to Scarlett ich poprowadzi. Sprawy mogą jednak przybrać inny obrót.

## Obsada
| Postacie                      | Obsada         | Wersja Polska                                        |
| ----------------------------- | -------------- | ---------------------------------------------------- |
| Bob, Stuart, Kevin i Minionki | Pierre Coffin  | Grzegorz Kwiecień, Przemysław Stippa, Paweł Ciołkosz |
| Gru                           | Steve Carell   | Marek Robaczewski                                    |
| Scarlett O’Haracz             | Sandra Bullock | Anna Gajewska                                        |
| Herb O’Haracz                 | Jon Hamm       | Piotr Bajtlik                                        |
| Tina Nelson                   | Katy Mixon     | Barbara Melzer                                       |
| Magde Nelson                  | Allison Janney | Joanna Węgrzynowska                                  |
| Walter Nelson                 | Michael Keaton | Janusz Wituch                                        |

## Odbiór

### Box office
Budżet filmu jest szacowany na 74 miliony dolarów. W Stanach Zjednoczonych i Kanadzie film zarobił ponad 336 mln USD, w innych krajach przychody wyniosły ponad 823 mln, a łączny przychód z biletów wyniósł ponad 1159 milionów dolarów.

### Krytyka w mediach
W agregatorze recenzji Rotten Tomatoes 55% z 219 recenzji jest pozytywne, a średnia ocen wystawionych na ich podstawie wyniosła 5,74. Z kolei w agregatorze Metacritic średnia ważona ocen z 35 recenzji wyniosła 56 punktów na 100.